# Москва 1925

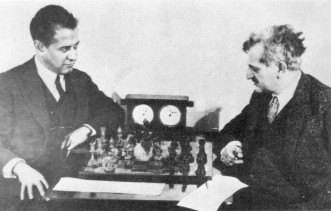
Х. Р. Капабланка (слева) — Эм. Ласкер в 1-м туре

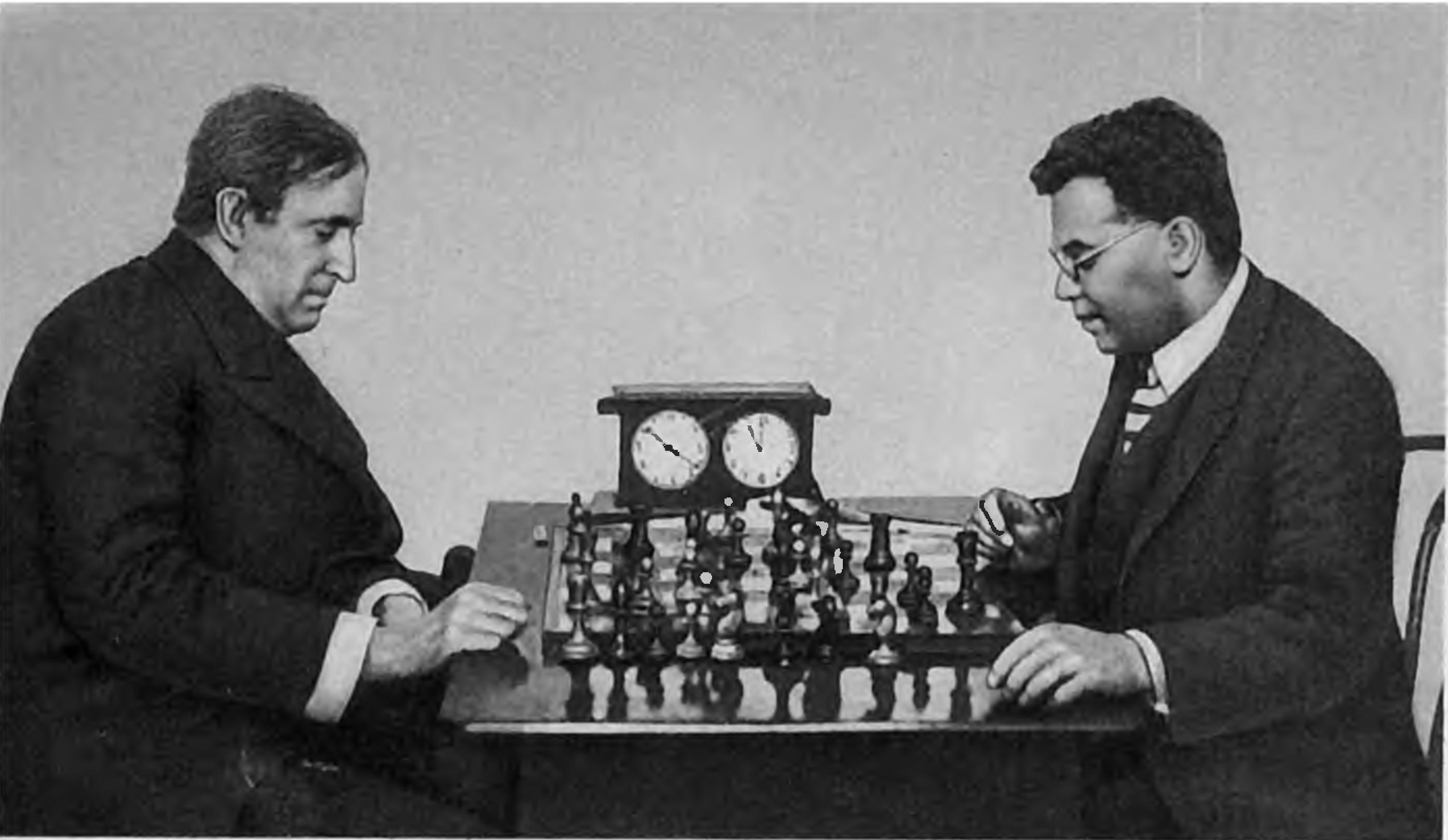
Ф. Маршалл (слева) — Р. Рети во 2-м туре

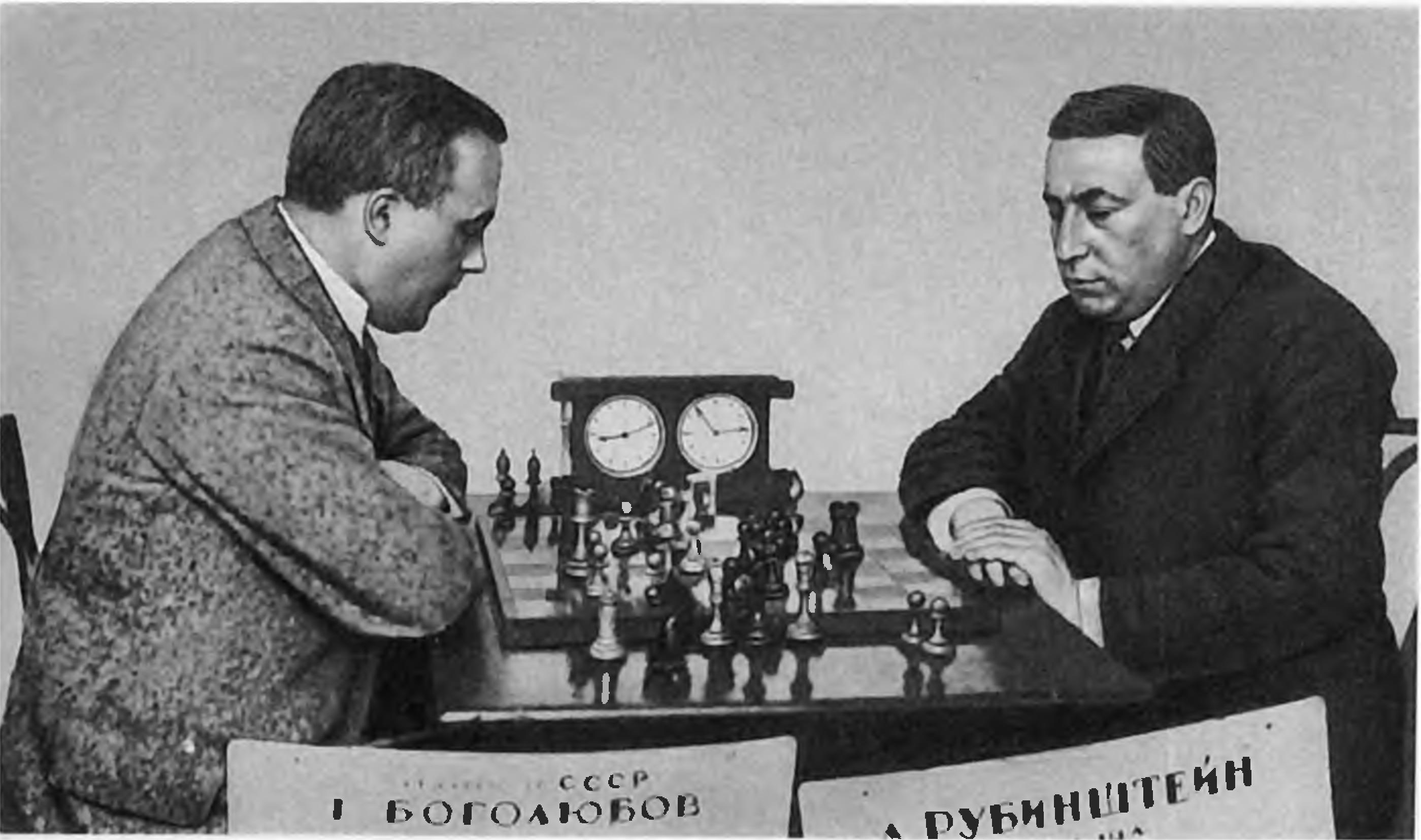
Е. Боголюбов (слева) — А. Рубинштейн в 3-м туре

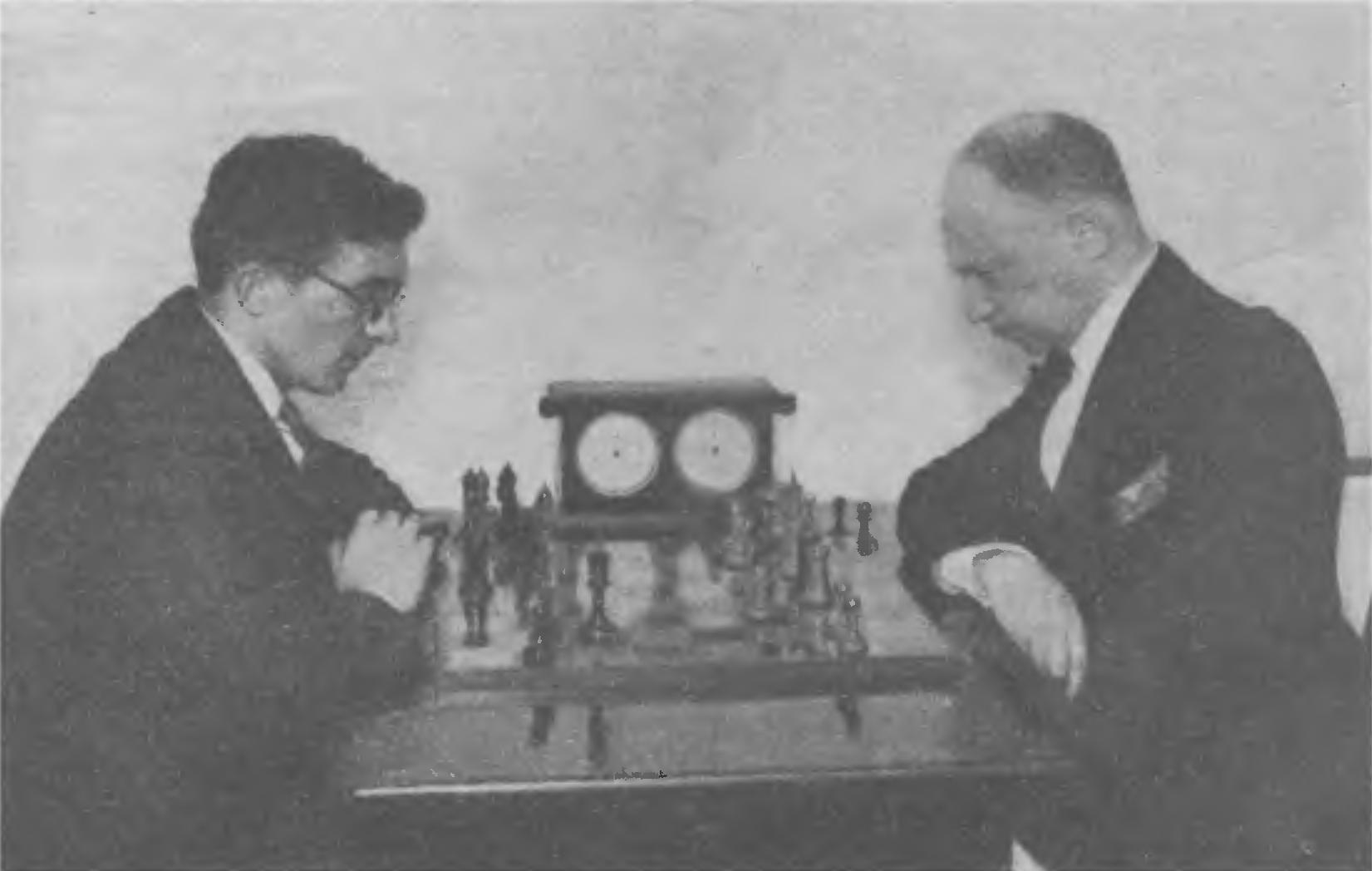
К. Торре (слева) — С. Тартаковер в 5-м туре

Москва 1925 — 1-й московский международный шахматный турнир, проходивший с 10 ноября по 8 декабря в «Фонтанном зале» 2-го Дома Советов (ныне гостиница «Метрополь»). Проводился по специальному решению СНК СССР с целью развития шахмат и всемерного их распространения среди трудящихся. В турнире приняли участие 21 шахматист: 10 советских шахматистов (занявшие 1—8-е места в 4-м чемпионате СССР и 2 персонально приглашённых) и 11 иностранных мастеров, в том числе чемпион мира X. Р. Капабланка и экс-чемпион мира Эм. Ласкер.
Большинство советских шахматистов впервые участвовали в столь сильном по составу турнире, но выступили успешно. Уверенно и ровно провёл турнир чемпион СССР 1924 и 1925 Е. Боголюбов, который занял 1-е место — 15½ очков, опередив на 1½ очка Э. Ласкера и набрав против иностранных шахматистов 7½ очков из 11 (+6 −2 =3); 3-е место у Х. Р. Капабланки — 13½ очков. 
Советским шахматистам удалось выиграть ряд партий у иностранных мастеров: А. Ильин-Женевский победил Х. Р. Капабланку, Ф. Маршалла и Р. Шпильмана; Б. Верлинский — Х. Р. Капабланку, Р. Шпильмана и А. Рубинштейна; Г. Левенфиш — Э Ласкера; П. Романовский — К. Торре и Э. Грюнфельда. Турнир показал, что лучшие советские шахматисты приблизились по силе игры к ведущим мастерам мира.
Во время турнира кинорежиссёр В. Пудовкин снял фильм «Шахматная горячка», в котором одну из ролей сыграл Х. Р. Капабланка.

## Расписание турнира
- 8 ноября — сеанс одновременной игры в Москве на 30 досках с Х. Р. Капабланкой (+18 −1 =11 в пользу чемпиона; продолжительность около 7 часов)
- 9 ноября — торжественное открытие
- 10 ноября — 1-й тур
- 11 ноября — 2-й тур
- 12 ноября — 3-й тур
- 13 ноября — 4-й тур
- 15 ноября — 5-й тур
- 16 ноября — 6-й тур
- 17 ноября — 1-й день доигрывания неоконченных партий
- 18 ноября — 7-й тур
- 19 ноября — 8-й тур
- 20 ноября — сеанс одновременной игры в Ленинграде на 30 досках с Х. Р. Капабланкой (+18 −4 =8 в пользу чемпиона; одним из выигравших у Капабланки был будущий чемпион мира М.Ботвинник)
- 21 ноября — 9-й тур
- 22 ноября — 10-й тур
- 23 ноября — 11-й тур
- 24 ноября — 2-й день доигрывания неоконченных партий
- 25 ноября — 12-й тур
- 26 ноября — 13-й тур
- 28 ноября — 14-й тур
- 29 ноября — 15-й тур
- 30 ноября — 16-й тур
- 1 декабря — 3-й день доигрывания неоконченных партий
- 2 декабря — 17-й тур
- 3 декабря — 18-й тур
- 5 декабря — 19-й тур

## Призы за красоту
- 1-й приз получил Х. Р. Капабланка (партия против Н. Зубарева) ,
- 2-й — Р. Рети (против П. Романовского) ,
- 3-й — Х. Р. Капабланка (против Ф. Дуз-Хотимирского) ,
- 4-й — П. Романовский (против К. Торре) .

## Примечательные партии

### Х.-Р. Капабланка — А. Ильин-Женевский
|   | a | b | c | d | e | f | g | h |   |
| - | --- | --- | --- | --- | --- | --- | --- | --- | - |
| 8 | d8 чёрная ладья · e8 чёрный слон · f8 чёрный слон · g8 чёрный король · f7 чёрная пешка · a6 чёрная пешка · b6 чёрная ладья · e6 чёрная пешка · f6 белая пешка · g6 чёрная пешка · c5 чёрная пешка · e5 чёрная пешка · g5 белая пешка · e4 белая пешка · f4 белый конь · h4 белый ферзь · e3 чёрный ферзь · f3 белая ладья · a2 белая пешка · g2 белый слон · a1 белая ладья · h1 белый король | d8 чёрная ладья · e8 чёрный слон · f8 чёрный слон · g8 чёрный король · f7 чёрная пешка · a6 чёрная пешка · b6 чёрная ладья · e6 чёрная пешка · f6 белая пешка · g6 чёрная пешка · c5 чёрная пешка · e5 чёрная пешка · g5 белая пешка · e4 белая пешка · f4 белый конь · h4 белый ферзь · e3 чёрный ферзь · f3 белая ладья · a2 белая пешка · g2 белый слон · a1 белая ладья · h1 белый король | d8 чёрная ладья · e8 чёрный слон · f8 чёрный слон · g8 чёрный король · f7 чёрная пешка · a6 чёрная пешка · b6 чёрная ладья · e6 чёрная пешка · f6 белая пешка · g6 чёрная пешка · c5 чёрная пешка · e5 чёрная пешка · g5 белая пешка · e4 белая пешка · f4 белый конь · h4 белый ферзь · e3 чёрный ферзь · f3 белая ладья · a2 белая пешка · g2 белый слон · a1 белая ладья · h1 белый король | d8 чёрная ладья · e8 чёрный слон · f8 чёрный слон · g8 чёрный король · f7 чёрная пешка · a6 чёрная пешка · b6 чёрная ладья · e6 чёрная пешка · f6 белая пешка · g6 чёрная пешка · c5 чёрная пешка · e5 чёрная пешка · g5 белая пешка · e4 белая пешка · f4 белый конь · h4 белый ферзь · e3 чёрный ферзь · f3 белая ладья · a2 белая пешка · g2 белый слон · a1 белая ладья · h1 белый король | d8 чёрная ладья · e8 чёрный слон · f8 чёрный слон · g8 чёрный король · f7 чёрная пешка · a6 чёрная пешка · b6 чёрная ладья · e6 чёрная пешка · f6 белая пешка · g6 чёрная пешка · c5 чёрная пешка · e5 чёрная пешка · g5 белая пешка · e4 белая пешка · f4 белый конь · h4 белый ферзь · e3 чёрный ферзь · f3 белая ладья · a2 белая пешка · g2 белый слон · a1 белая ладья · h1 белый король | d8 чёрная ладья · e8 чёрный слон · f8 чёрный слон · g8 чёрный король · f7 чёрная пешка · a6 чёрная пешка · b6 чёрная ладья · e6 чёрная пешка · f6 белая пешка · g6 чёрная пешка · c5 чёрная пешка · e5 чёрная пешка · g5 белая пешка · e4 белая пешка · f4 белый конь · h4 белый ферзь · e3 чёрный ферзь · f3 белая ладья · a2 белая пешка · g2 белый слон · a1 белая ладья · h1 белый король | d8 чёрная ладья · e8 чёрный слон · f8 чёрный слон · g8 чёрный король · f7 чёрная пешка · a6 чёрная пешка · b6 чёрная ладья · e6 чёрная пешка · f6 белая пешка · g6 чёрная пешка · c5 чёрная пешка · e5 чёрная пешка · g5 белая пешка · e4 белая пешка · f4 белый конь · h4 белый ферзь · e3 чёрный ферзь · f3 белая ладья · a2 белая пешка · g2 белый слон · a1 белая ладья · h1 белый король | d8 чёрная ладья · e8 чёрный слон · f8 чёрный слон · g8 чёрный король · f7 чёрная пешка · a6 чёрная пешка · b6 чёрная ладья · e6 чёрная пешка · f6 белая пешка · g6 чёрная пешка · c5 чёрная пешка · e5 чёрная пешка · g5 белая пешка · e4 белая пешка · f4 белый конь · h4 белый ферзь · e3 чёрный ферзь · f3 белая ладья · a2 белая пешка · g2 белый слон · a1 белая ладья · h1 белый король | 8 |
| 7 | d8 чёрная ладья · e8 чёрный слон · f8 чёрный слон · g8 чёрный король · f7 чёрная пешка · a6 чёрная пешка · b6 чёрная ладья · e6 чёрная пешка · f6 белая пешка · g6 чёрная пешка · c5 чёрная пешка · e5 чёрная пешка · g5 белая пешка · e4 белая пешка · f4 белый конь · h4 белый ферзь · e3 чёрный ферзь · f3 белая ладья · a2 белая пешка · g2 белый слон · a1 белая ладья · h1 белый король | d8 чёрная ладья · e8 чёрный слон · f8 чёрный слон · g8 чёрный король · f7 чёрная пешка · a6 чёрная пешка · b6 чёрная ладья · e6 чёрная пешка · f6 белая пешка · g6 чёрная пешка · c5 чёрная пешка · e5 чёрная пешка · g5 белая пешка · e4 белая пешка · f4 белый конь · h4 белый ферзь · e3 чёрный ферзь · f3 белая ладья · a2 белая пешка · g2 белый слон · a1 белая ладья · h1 белый король | d8 чёрная ладья · e8 чёрный слон · f8 чёрный слон · g8 чёрный король · f7 чёрная пешка · a6 чёрная пешка · b6 чёрная ладья · e6 чёрная пешка · f6 белая пешка · g6 чёрная пешка · c5 чёрная пешка · e5 чёрная пешка · g5 белая пешка · e4 белая пешка · f4 белый конь · h4 белый ферзь · e3 чёрный ферзь · f3 белая ладья · a2 белая пешка · g2 белый слон · a1 белая ладья · h1 белый король | d8 чёрная ладья · e8 чёрный слон · f8 чёрный слон · g8 чёрный король · f7 чёрная пешка · a6 чёрная пешка · b6 чёрная ладья · e6 чёрная пешка · f6 белая пешка · g6 чёрная пешка · c5 чёрная пешка · e5 чёрная пешка · g5 белая пешка · e4 белая пешка · f4 белый конь · h4 белый ферзь · e3 чёрный ферзь · f3 белая ладья · a2 белая пешка · g2 белый слон · a1 белая ладья · h1 белый король | d8 чёрная ладья · e8 чёрный слон · f8 чёрный слон · g8 чёрный король · f7 чёрная пешка · a6 чёрная пешка · b6 чёрная ладья · e6 чёрная пешка · f6 белая пешка · g6 чёрная пешка · c5 чёрная пешка · e5 чёрная пешка · g5 белая пешка · e4 белая пешка · f4 белый конь · h4 белый ферзь · e3 чёрный ферзь · f3 белая ладья · a2 белая пешка · g2 белый слон · a1 белая ладья · h1 белый король | d8 чёрная ладья · e8 чёрный слон · f8 чёрный слон · g8 чёрный король · f7 чёрная пешка · a6 чёрная пешка · b6 чёрная ладья · e6 чёрная пешка · f6 белая пешка · g6 чёрная пешка · c5 чёрная пешка · e5 чёрная пешка · g5 белая пешка · e4 белая пешка · f4 белый конь · h4 белый ферзь · e3 чёрный ферзь · f3 белая ладья · a2 белая пешка · g2 белый слон · a1 белая ладья · h1 белый король | d8 чёрная ладья · e8 чёрный слон · f8 чёрный слон · g8 чёрный король · f7 чёрная пешка · a6 чёрная пешка · b6 чёрная ладья · e6 чёрная пешка · f6 белая пешка · g6 чёрная пешка · c5 чёрная пешка · e5 чёрная пешка · g5 белая пешка · e4 белая пешка · f4 белый конь · h4 белый ферзь · e3 чёрный ферзь · f3 белая ладья · a2 белая пешка · g2 белый слон · a1 белая ладья · h1 белый король | d8 чёрная ладья · e8 чёрный слон · f8 чёрный слон · g8 чёрный король · f7 чёрная пешка · a6 чёрная пешка · b6 чёрная ладья · e6 чёрная пешка · f6 белая пешка · g6 чёрная пешка · c5 чёрная пешка · e5 чёрная пешка · g5 белая пешка · e4 белая пешка · f4 белый конь · h4 белый ферзь · e3 чёрный ферзь · f3 белая ладья · a2 белая пешка · g2 белый слон · a1 белая ладья · h1 белый король | 7 |
| 6 | d8 чёрная ладья · e8 чёрный слон · f8 чёрный слон · g8 чёрный король · f7 чёрная пешка · a6 чёрная пешка · b6 чёрная ладья · e6 чёрная пешка · f6 белая пешка · g6 чёрная пешка · c5 чёрная пешка · e5 чёрная пешка · g5 белая пешка · e4 белая пешка · f4 белый конь · h4 белый ферзь · e3 чёрный ферзь · f3 белая ладья · a2 белая пешка · g2 белый слон · a1 белая ладья · h1 белый король | d8 чёрная ладья · e8 чёрный слон · f8 чёрный слон · g8 чёрный король · f7 чёрная пешка · a6 чёрная пешка · b6 чёрная ладья · e6 чёрная пешка · f6 белая пешка · g6 чёрная пешка · c5 чёрная пешка · e5 чёрная пешка · g5 белая пешка · e4 белая пешка · f4 белый конь · h4 белый ферзь · e3 чёрный ферзь · f3 белая ладья · a2 белая пешка · g2 белый слон · a1 белая ладья · h1 белый король | d8 чёрная ладья · e8 чёрный слон · f8 чёрный слон · g8 чёрный король · f7 чёрная пешка · a6 чёрная пешка · b6 чёрная ладья · e6 чёрная пешка · f6 белая пешка · g6 чёрная пешка · c5 чёрная пешка · e5 чёрная пешка · g5 белая пешка · e4 белая пешка · f4 белый конь · h4 белый ферзь · e3 чёрный ферзь · f3 белая ладья · a2 белая пешка · g2 белый слон · a1 белая ладья · h1 белый король | d8 чёрная ладья · e8 чёрный слон · f8 чёрный слон · g8 чёрный король · f7 чёрная пешка · a6 чёрная пешка · b6 чёрная ладья · e6 чёрная пешка · f6 белая пешка · g6 чёрная пешка · c5 чёрная пешка · e5 чёрная пешка · g5 белая пешка · e4 белая пешка · f4 белый конь · h4 белый ферзь · e3 чёрный ферзь · f3 белая ладья · a2 белая пешка · g2 белый слон · a1 белая ладья · h1 белый король | d8 чёрная ладья · e8 чёрный слон · f8 чёрный слон · g8 чёрный король · f7 чёрная пешка · a6 чёрная пешка · b6 чёрная ладья · e6 чёрная пешка · f6 белая пешка · g6 чёрная пешка · c5 чёрная пешка · e5 чёрная пешка · g5 белая пешка · e4 белая пешка · f4 белый конь · h4 белый ферзь · e3 чёрный ферзь · f3 белая ладья · a2 белая пешка · g2 белый слон · a1 белая ладья · h1 белый король | d8 чёрная ладья · e8 чёрный слон · f8 чёрный слон · g8 чёрный король · f7 чёрная пешка · a6 чёрная пешка · b6 чёрная ладья · e6 чёрная пешка · f6 белая пешка · g6 чёрная пешка · c5 чёрная пешка · e5 чёрная пешка · g5 белая пешка · e4 белая пешка · f4 белый конь · h4 белый ферзь · e3 чёрный ферзь · f3 белая ладья · a2 белая пешка · g2 белый слон · a1 белая ладья · h1 белый король | d8 чёрная ладья · e8 чёрный слон · f8 чёрный слон · g8 чёрный король · f7 чёрная пешка · a6 чёрная пешка · b6 чёрная ладья · e6 чёрная пешка · f6 белая пешка · g6 чёрная пешка · c5 чёрная пешка · e5 чёрная пешка · g5 белая пешка · e4 белая пешка · f4 белый конь · h4 белый ферзь · e3 чёрный ферзь · f3 белая ладья · a2 белая пешка · g2 белый слон · a1 белая ладья · h1 белый король | d8 чёрная ладья · e8 чёрный слон · f8 чёрный слон · g8 чёрный король · f7 чёрная пешка · a6 чёрная пешка · b6 чёрная ладья · e6 чёрная пешка · f6 белая пешка · g6 чёрная пешка · c5 чёрная пешка · e5 чёрная пешка · g5 белая пешка · e4 белая пешка · f4 белый конь · h4 белый ферзь · e3 чёрный ферзь · f3 белая ладья · a2 белая пешка · g2 белый слон · a1 белая ладья · h1 белый король | 6 |
| 5 | d8 чёрная ладья · e8 чёрный слон · f8 чёрный слон · g8 чёрный король · f7 чёрная пешка · a6 чёрная пешка · b6 чёрная ладья · e6 чёрная пешка · f6 белая пешка · g6 чёрная пешка · c5 чёрная пешка · e5 чёрная пешка · g5 белая пешка · e4 белая пешка · f4 белый конь · h4 белый ферзь · e3 чёрный ферзь · f3 белая ладья · a2 белая пешка · g2 белый слон · a1 белая ладья · h1 белый король | d8 чёрная ладья · e8 чёрный слон · f8 чёрный слон · g8 чёрный король · f7 чёрная пешка · a6 чёрная пешка · b6 чёрная ладья · e6 чёрная пешка · f6 белая пешка · g6 чёрная пешка · c5 чёрная пешка · e5 чёрная пешка · g5 белая пешка · e4 белая пешка · f4 белый конь · h4 белый ферзь · e3 чёрный ферзь · f3 белая ладья · a2 белая пешка · g2 белый слон · a1 белая ладья · h1 белый король | d8 чёрная ладья · e8 чёрный слон · f8 чёрный слон · g8 чёрный король · f7 чёрная пешка · a6 чёрная пешка · b6 чёрная ладья · e6 чёрная пешка · f6 белая пешка · g6 чёрная пешка · c5 чёрная пешка · e5 чёрная пешка · g5 белая пешка · e4 белая пешка · f4 белый конь · h4 белый ферзь · e3 чёрный ферзь · f3 белая ладья · a2 белая пешка · g2 белый слон · a1 белая ладья · h1 белый король | d8 чёрная ладья · e8 чёрный слон · f8 чёрный слон · g8 чёрный король · f7 чёрная пешка · a6 чёрная пешка · b6 чёрная ладья · e6 чёрная пешка · f6 белая пешка · g6 чёрная пешка · c5 чёрная пешка · e5 чёрная пешка · g5 белая пешка · e4 белая пешка · f4 белый конь · h4 белый ферзь · e3 чёрный ферзь · f3 белая ладья · a2 белая пешка · g2 белый слон · a1 белая ладья · h1 белый король | d8 чёрная ладья · e8 чёрный слон · f8 чёрный слон · g8 чёрный король · f7 чёрная пешка · a6 чёрная пешка · b6 чёрная ладья · e6 чёрная пешка · f6 белая пешка · g6 чёрная пешка · c5 чёрная пешка · e5 чёрная пешка · g5 белая пешка · e4 белая пешка · f4 белый конь · h4 белый ферзь · e3 чёрный ферзь · f3 белая ладья · a2 белая пешка · g2 белый слон · a1 белая ладья · h1 белый король | d8 чёрная ладья · e8 чёрный слон · f8 чёрный слон · g8 чёрный король · f7 чёрная пешка · a6 чёрная пешка · b6 чёрная ладья · e6 чёрная пешка · f6 белая пешка · g6 чёрная пешка · c5 чёрная пешка · e5 чёрная пешка · g5 белая пешка · e4 белая пешка · f4 белый конь · h4 белый ферзь · e3 чёрный ферзь · f3 белая ладья · a2 белая пешка · g2 белый слон · a1 белая ладья · h1 белый король | d8 чёрная ладья · e8 чёрный слон · f8 чёрный слон · g8 чёрный король · f7 чёрная пешка · a6 чёрная пешка · b6 чёрная ладья · e6 чёрная пешка · f6 белая пешка · g6 чёрная пешка · c5 чёрная пешка · e5 чёрная пешка · g5 белая пешка · e4 белая пешка · f4 белый конь · h4 белый ферзь · e3 чёрный ферзь · f3 белая ладья · a2 белая пешка · g2 белый слон · a1 белая ладья · h1 белый король | d8 чёрная ладья · e8 чёрный слон · f8 чёрный слон · g8 чёрный король · f7 чёрная пешка · a6 чёрная пешка · b6 чёрная ладья · e6 чёрная пешка · f6 белая пешка · g6 чёрная пешка · c5 чёрная пешка · e5 чёрная пешка · g5 белая пешка · e4 белая пешка · f4 белый конь · h4 белый ферзь · e3 чёрный ферзь · f3 белая ладья · a2 белая пешка · g2 белый слон · a1 белая ладья · h1 белый король | 5 |
| 4 | d8 чёрная ладья · e8 чёрный слон · f8 чёрный слон · g8 чёрный король · f7 чёрная пешка · a6 чёрная пешка · b6 чёрная ладья · e6 чёрная пешка · f6 белая пешка · g6 чёрная пешка · c5 чёрная пешка · e5 чёрная пешка · g5 белая пешка · e4 белая пешка · f4 белый конь · h4 белый ферзь · e3 чёрный ферзь · f3 белая ладья · a2 белая пешка · g2 белый слон · a1 белая ладья · h1 белый король | d8 чёрная ладья · e8 чёрный слон · f8 чёрный слон · g8 чёрный король · f7 чёрная пешка · a6 чёрная пешка · b6 чёрная ладья · e6 чёрная пешка · f6 белая пешка · g6 чёрная пешка · c5 чёрная пешка · e5 чёрная пешка · g5 белая пешка · e4 белая пешка · f4 белый конь · h4 белый ферзь · e3 чёрный ферзь · f3 белая ладья · a2 белая пешка · g2 белый слон · a1 белая ладья · h1 белый король | d8 чёрная ладья · e8 чёрный слон · f8 чёрный слон · g8 чёрный король · f7 чёрная пешка · a6 чёрная пешка · b6 чёрная ладья · e6 чёрная пешка · f6 белая пешка · g6 чёрная пешка · c5 чёрная пешка · e5 чёрная пешка · g5 белая пешка · e4 белая пешка · f4 белый конь · h4 белый ферзь · e3 чёрный ферзь · f3 белая ладья · a2 белая пешка · g2 белый слон · a1 белая ладья · h1 белый король | d8 чёрная ладья · e8 чёрный слон · f8 чёрный слон · g8 чёрный король · f7 чёрная пешка · a6 чёрная пешка · b6 чёрная ладья · e6 чёрная пешка · f6 белая пешка · g6 чёрная пешка · c5 чёрная пешка · e5 чёрная пешка · g5 белая пешка · e4 белая пешка · f4 белый конь · h4 белый ферзь · e3 чёрный ферзь · f3 белая ладья · a2 белая пешка · g2 белый слон · a1 белая ладья · h1 белый король | d8 чёрная ладья · e8 чёрный слон · f8 чёрный слон · g8 чёрный король · f7 чёрная пешка · a6 чёрная пешка · b6 чёрная ладья · e6 чёрная пешка · f6 белая пешка · g6 чёрная пешка · c5 чёрная пешка · e5 чёрная пешка · g5 белая пешка · e4 белая пешка · f4 белый конь · h4 белый ферзь · e3 чёрный ферзь · f3 белая ладья · a2 белая пешка · g2 белый слон · a1 белая ладья · h1 белый король | d8 чёрная ладья · e8 чёрный слон · f8 чёрный слон · g8 чёрный король · f7 чёрная пешка · a6 чёрная пешка · b6 чёрная ладья · e6 чёрная пешка · f6 белая пешка · g6 чёрная пешка · c5 чёрная пешка · e5 чёрная пешка · g5 белая пешка · e4 белая пешка · f4 белый конь · h4 белый ферзь · e3 чёрный ферзь · f3 белая ладья · a2 белая пешка · g2 белый слон · a1 белая ладья · h1 белый король | d8 чёрная ладья · e8 чёрный слон · f8 чёрный слон · g8 чёрный король · f7 чёрная пешка · a6 чёрная пешка · b6 чёрная ладья · e6 чёрная пешка · f6 белая пешка · g6 чёрная пешка · c5 чёрная пешка · e5 чёрная пешка · g5 белая пешка · e4 белая пешка · f4 белый конь · h4 белый ферзь · e3 чёрный ферзь · f3 белая ладья · a2 белая пешка · g2 белый слон · a1 белая ладья · h1 белый король | d8 чёрная ладья · e8 чёрный слон · f8 чёрный слон · g8 чёрный король · f7 чёрная пешка · a6 чёрная пешка · b6 чёрная ладья · e6 чёрная пешка · f6 белая пешка · g6 чёрная пешка · c5 чёрная пешка · e5 чёрная пешка · g5 белая пешка · e4 белая пешка · f4 белый конь · h4 белый ферзь · e3 чёрный ферзь · f3 белая ладья · a2 белая пешка · g2 белый слон · a1 белая ладья · h1 белый король | 4 |
| 3 | d8 чёрная ладья · e8 чёрный слон · f8 чёрный слон · g8 чёрный король · f7 чёрная пешка · a6 чёрная пешка · b6 чёрная ладья · e6 чёрная пешка · f6 белая пешка · g6 чёрная пешка · c5 чёрная пешка · e5 чёрная пешка · g5 белая пешка · e4 белая пешка · f4 белый конь · h4 белый ферзь · e3 чёрный ферзь · f3 белая ладья · a2 белая пешка · g2 белый слон · a1 белая ладья · h1 белый король | d8 чёрная ладья · e8 чёрный слон · f8 чёрный слон · g8 чёрный король · f7 чёрная пешка · a6 чёрная пешка · b6 чёрная ладья · e6 чёрная пешка · f6 белая пешка · g6 чёрная пешка · c5 чёрная пешка · e5 чёрная пешка · g5 белая пешка · e4 белая пешка · f4 белый конь · h4 белый ферзь · e3 чёрный ферзь · f3 белая ладья · a2 белая пешка · g2 белый слон · a1 белая ладья · h1 белый король | d8 чёрная ладья · e8 чёрный слон · f8 чёрный слон · g8 чёрный король · f7 чёрная пешка · a6 чёрная пешка · b6 чёрная ладья · e6 чёрная пешка · f6 белая пешка · g6 чёрная пешка · c5 чёрная пешка · e5 чёрная пешка · g5 белая пешка · e4 белая пешка · f4 белый конь · h4 белый ферзь · e3 чёрный ферзь · f3 белая ладья · a2 белая пешка · g2 белый слон · a1 белая ладья · h1 белый король | d8 чёрная ладья · e8 чёрный слон · f8 чёрный слон · g8 чёрный король · f7 чёрная пешка · a6 чёрная пешка · b6 чёрная ладья · e6 чёрная пешка · f6 белая пешка · g6 чёрная пешка · c5 чёрная пешка · e5 чёрная пешка · g5 белая пешка · e4 белая пешка · f4 белый конь · h4 белый ферзь · e3 чёрный ферзь · f3 белая ладья · a2 белая пешка · g2 белый слон · a1 белая ладья · h1 белый король | d8 чёрная ладья · e8 чёрный слон · f8 чёрный слон · g8 чёрный король · f7 чёрная пешка · a6 чёрная пешка · b6 чёрная ладья · e6 чёрная пешка · f6 белая пешка · g6 чёрная пешка · c5 чёрная пешка · e5 чёрная пешка · g5 белая пешка · e4 белая пешка · f4 белый конь · h4 белый ферзь · e3 чёрный ферзь · f3 белая ладья · a2 белая пешка · g2 белый слон · a1 белая ладья · h1 белый король | d8 чёрная ладья · e8 чёрный слон · f8 чёрный слон · g8 чёрный король · f7 чёрная пешка · a6 чёрная пешка · b6 чёрная ладья · e6 чёрная пешка · f6 белая пешка · g6 чёрная пешка · c5 чёрная пешка · e5 чёрная пешка · g5 белая пешка · e4 белая пешка · f4 белый конь · h4 белый ферзь · e3 чёрный ферзь · f3 белая ладья · a2 белая пешка · g2 белый слон · a1 белая ладья · h1 белый король | d8 чёрная ладья · e8 чёрный слон · f8 чёрный слон · g8 чёрный король · f7 чёрная пешка · a6 чёрная пешка · b6 чёрная ладья · e6 чёрная пешка · f6 белая пешка · g6 чёрная пешка · c5 чёрная пешка · e5 чёрная пешка · g5 белая пешка · e4 белая пешка · f4 белый конь · h4 белый ферзь · e3 чёрный ферзь · f3 белая ладья · a2 белая пешка · g2 белый слон · a1 белая ладья · h1 белый король | d8 чёрная ладья · e8 чёрный слон · f8 чёрный слон · g8 чёрный король · f7 чёрная пешка · a6 чёрная пешка · b6 чёрная ладья · e6 чёрная пешка · f6 белая пешка · g6 чёрная пешка · c5 чёрная пешка · e5 чёрная пешка · g5 белая пешка · e4 белая пешка · f4 белый конь · h4 белый ферзь · e3 чёрный ферзь · f3 белая ладья · a2 белая пешка · g2 белый слон · a1 белая ладья · h1 белый король | 3 |
| 2 | d8 чёрная ладья · e8 чёрный слон · f8 чёрный слон · g8 чёрный король · f7 чёрная пешка · a6 чёрная пешка · b6 чёрная ладья · e6 чёрная пешка · f6 белая пешка · g6 чёрная пешка · c5 чёрная пешка · e5 чёрная пешка · g5 белая пешка · e4 белая пешка · f4 белый конь · h4 белый ферзь · e3 чёрный ферзь · f3 белая ладья · a2 белая пешка · g2 белый слон · a1 белая ладья · h1 белый король | d8 чёрная ладья · e8 чёрный слон · f8 чёрный слон · g8 чёрный король · f7 чёрная пешка · a6 чёрная пешка · b6 чёрная ладья · e6 чёрная пешка · f6 белая пешка · g6 чёрная пешка · c5 чёрная пешка · e5 чёрная пешка · g5 белая пешка · e4 белая пешка · f4 белый конь · h4 белый ферзь · e3 чёрный ферзь · f3 белая ладья · a2 белая пешка · g2 белый слон · a1 белая ладья · h1 белый король | d8 чёрная ладья · e8 чёрный слон · f8 чёрный слон · g8 чёрный король · f7 чёрная пешка · a6 чёрная пешка · b6 чёрная ладья · e6 чёрная пешка · f6 белая пешка · g6 чёрная пешка · c5 чёрная пешка · e5 чёрная пешка · g5 белая пешка · e4 белая пешка · f4 белый конь · h4 белый ферзь · e3 чёрный ферзь · f3 белая ладья · a2 белая пешка · g2 белый слон · a1 белая ладья · h1 белый король | d8 чёрная ладья · e8 чёрный слон · f8 чёрный слон · g8 чёрный король · f7 чёрная пешка · a6 чёрная пешка · b6 чёрная ладья · e6 чёрная пешка · f6 белая пешка · g6 чёрная пешка · c5 чёрная пешка · e5 чёрная пешка · g5 белая пешка · e4 белая пешка · f4 белый конь · h4 белый ферзь · e3 чёрный ферзь · f3 белая ладья · a2 белая пешка · g2 белый слон · a1 белая ладья · h1 белый король | d8 чёрная ладья · e8 чёрный слон · f8 чёрный слон · g8 чёрный король · f7 чёрная пешка · a6 чёрная пешка · b6 чёрная ладья · e6 чёрная пешка · f6 белая пешка · g6 чёрная пешка · c5 чёрная пешка · e5 чёрная пешка · g5 белая пешка · e4 белая пешка · f4 белый конь · h4 белый ферзь · e3 чёрный ферзь · f3 белая ладья · a2 белая пешка · g2 белый слон · a1 белая ладья · h1 белый король | d8 чёрная ладья · e8 чёрный слон · f8 чёрный слон · g8 чёрный король · f7 чёрная пешка · a6 чёрная пешка · b6 чёрная ладья · e6 чёрная пешка · f6 белая пешка · g6 чёрная пешка · c5 чёрная пешка · e5 чёрная пешка · g5 белая пешка · e4 белая пешка · f4 белый конь · h4 белый ферзь · e3 чёрный ферзь · f3 белая ладья · a2 белая пешка · g2 белый слон · a1 белая ладья · h1 белый король | d8 чёрная ладья · e8 чёрный слон · f8 чёрный слон · g8 чёрный король · f7 чёрная пешка · a6 чёрная пешка · b6 чёрная ладья · e6 чёрная пешка · f6 белая пешка · g6 чёрная пешка · c5 чёрная пешка · e5 чёрная пешка · g5 белая пешка · e4 белая пешка · f4 белый конь · h4 белый ферзь · e3 чёрный ферзь · f3 белая ладья · a2 белая пешка · g2 белый слон · a1 белая ладья · h1 белый король | d8 чёрная ладья · e8 чёрный слон · f8 чёрный слон · g8 чёрный король · f7 чёрная пешка · a6 чёрная пешка · b6 чёрная ладья · e6 чёрная пешка · f6 белая пешка · g6 чёрная пешка · c5 чёрная пешка · e5 чёрная пешка · g5 белая пешка · e4 белая пешка · f4 белый конь · h4 белый ферзь · e3 чёрный ферзь · f3 белая ладья · a2 белая пешка · g2 белый слон · a1 белая ладья · h1 белый король | 2 |
| 1 | d8 чёрная ладья · e8 чёрный слон · f8 чёрный слон · g8 чёрный король · f7 чёрная пешка · a6 чёрная пешка · b6 чёрная ладья · e6 чёрная пешка · f6 белая пешка · g6 чёрная пешка · c5 чёрная пешка · e5 чёрная пешка · g5 белая пешка · e4 белая пешка · f4 белый конь · h4 белый ферзь · e3 чёрный ферзь · f3 белая ладья · a2 белая пешка · g2 белый слон · a1 белая ладья · h1 белый король | d8 чёрная ладья · e8 чёрный слон · f8 чёрный слон · g8 чёрный король · f7 чёрная пешка · a6 чёрная пешка · b6 чёрная ладья · e6 чёрная пешка · f6 белая пешка · g6 чёрная пешка · c5 чёрная пешка · e5 чёрная пешка · g5 белая пешка · e4 белая пешка · f4 белый конь · h4 белый ферзь · e3 чёрный ферзь · f3 белая ладья · a2 белая пешка · g2 белый слон · a1 белая ладья · h1 белый король | d8 чёрная ладья · e8 чёрный слон · f8 чёрный слон · g8 чёрный король · f7 чёрная пешка · a6 чёрная пешка · b6 чёрная ладья · e6 чёрная пешка · f6 белая пешка · g6 чёрная пешка · c5 чёрная пешка · e5 чёрная пешка · g5 белая пешка · e4 белая пешка · f4 белый конь · h4 белый ферзь · e3 чёрный ферзь · f3 белая ладья · a2 белая пешка · g2 белый слон · a1 белая ладья · h1 белый король | d8 чёрная ладья · e8 чёрный слон · f8 чёрный слон · g8 чёрный король · f7 чёрная пешка · a6 чёрная пешка · b6 чёрная ладья · e6 чёрная пешка · f6 белая пешка · g6 чёрная пешка · c5 чёрная пешка · e5 чёрная пешка · g5 белая пешка · e4 белая пешка · f4 белый конь · h4 белый ферзь · e3 чёрный ферзь · f3 белая ладья · a2 белая пешка · g2 белый слон · a1 белая ладья · h1 белый король | d8 чёрная ладья · e8 чёрный слон · f8 чёрный слон · g8 чёрный король · f7 чёрная пешка · a6 чёрная пешка · b6 чёрная ладья · e6 чёрная пешка · f6 белая пешка · g6 чёрная пешка · c5 чёрная пешка · e5 чёрная пешка · g5 белая пешка · e4 белая пешка · f4 белый конь · h4 белый ферзь · e3 чёрный ферзь · f3 белая ладья · a2 белая пешка · g2 белый слон · a1 белая ладья · h1 белый король | d8 чёрная ладья · e8 чёрный слон · f8 чёрный слон · g8 чёрный король · f7 чёрная пешка · a6 чёрная пешка · b6 чёрная ладья · e6 чёрная пешка · f6 белая пешка · g6 чёрная пешка · c5 чёрная пешка · e5 чёрная пешка · g5 белая пешка · e4 белая пешка · f4 белый конь · h4 белый ферзь · e3 чёрный ферзь · f3 белая ладья · a2 белая пешка · g2 белый слон · a1 белая ладья · h1 белый король | d8 чёрная ладья · e8 чёрный слон · f8 чёрный слон · g8 чёрный король · f7 чёрная пешка · a6 чёрная пешка · b6 чёрная ладья · e6 чёрная пешка · f6 белая пешка · g6 чёрная пешка · c5 чёрная пешка · e5 чёрная пешка · g5 белая пешка · e4 белая пешка · f4 белый конь · h4 белый ферзь · e3 чёрный ферзь · f3 белая ладья · a2 белая пешка · g2 белый слон · a1 белая ладья · h1 белый король | d8 чёрная ладья · e8 чёрный слон · f8 чёрный слон · g8 чёрный король · f7 чёрная пешка · a6 чёрная пешка · b6 чёрная ладья · e6 чёрная пешка · f6 белая пешка · g6 чёрная пешка · c5 чёрная пешка · e5 чёрная пешка · g5 белая пешка · e4 белая пешка · f4 белый конь · h4 белый ферзь · e3 чёрный ферзь · f3 белая ладья · a2 белая пешка · g2 белый слон · a1 белая ладья · h1 белый король | 1 |
|   | a | b | c | d | e | f | g | h |   |

1. e4 c5 2. Кc3 Кc6 3. g3 g6 4. Сg2 Сg7 5. Кge2 d6 6. d3 Кf6 7. 0-0 0-0 8. h3 a6 9. Сe3 Сd7 10. Фd2 Лe8 11. Кd1 Лc8 12. c3 Фa5 13. g4 Лed8 14. f4 Сe8 15. g5 Кd7 16. f5 b5 17. Кf4 b4 18. f6 Сf8 19. Кf2 bc 20. bc e6 21. h4 Лb8 22. h5 Лb6 23. hg hg 24. Кd1 Кde5 25. Фf2 Кg4 26. Фh4 Кce5 27. d4? К:e3 28. К:e3 Ф:c3! 29. de Ф:e3+ 30. Крh1 de 31. Лf3 (см. диаграмму)
31... ef!! 32. Л:e3 fe 33. Фe1 Лb2! 34. Ф:e3 Лdd2 35. Сf3 c4 36. a3 Сd6 37. Фa7 c3, 0 : 1

## Таблица турнира
| №  | Участник                   | Страна       | 1 | 2 | 3 | 4 | 5 | 6 | 7 | 8 | 9 | 10 | 11 | 12 | 13 | 14 | 15 | 16 | 17 | 18 | 19 | 20 | 21 |  | +  | −  | =  | Очки | Место |
| -- | -------------------------- | ------------ | - | - | - | - | - | - | - | - | - | -- | -- | -- | -- | -- | -- | -- | -- | -- | -- | -- | -- |  | -- | -- | -- | ---- | ----- |
| 1  | Боголюбов, Ефим            | СССР         |   | ½ | 0 | ½ | 1 | 1 | 0 | ½ | 1 | 1  | ½  | ½  | 1  | 1  | 1  | 1  | 1  | 1  | 1  | 1  | 1  |  | 13 | 2  | 5  | 15½  | 1     |
| 2  | Ласкер, Эмануил            | Германия     | ½ |   | ½ | 1 | 0 | ½ | ½ | 1 | ½ | 1  | 1  | 1  | 1  | 1  | 0  | ½  | 1  | ½  | ½  | 1  | 1  |  | 10 | 2  | 8  | 14   | 2     |
| 3  | Капабланка, Хосе Рауль     | Куба         | 1 | ½ |   | 1 | ½ | 1 | ½ | ½ | ½ | 0  | 1  | ½  | ½  | 0  | ½  | ½  | 1  | 1  | 1  | 1  | 1  |  | 9  | 2  | 9  | 13½  | 3     |
| 4  | Маршалл, Фрэнк Джеймс      | США          | ½ | 0 | 0 |   | 0 | ½ | 1 | 1 | ½ | 0  | 1  | 1  | 1  | 1  | 1  | 1  | ½  | ½  | 0  | 1  | 1  |  | 10 | 5  | 5  | 12½  | 4     |
| 5  | Торре, Карлос              | Мексика      | 0 | 1 | ½ | 1 |   | ½ | ½ | 0 | ½ | ½  | 0  | ½  | ½  | 1  | 1  | ½  | 0  | 1  | 1  | 1  | 1  |  | 8  | 4  | 8  | 12   | 5-6   |
| 6  | Тартаковер, Савелий        | Польша       | 0 | ½ | 0 | ½ | ½ |   | 1 | ½ | ½ | ½  | ½  | 1  | 1  | 1  | ½  | 1  | 1  | ½  | ½  | ½  | ½  |  | 6  | 2  | 12 | 12   | 5-6   |
| 7  | Рети, Рихард               | Чехословакия | 1 | ½ | ½ | 0 | ½ | 0 |   | 1 | 0 | 1  | 1  | ½  | 0  | ½  | ½  | 1  | 1  | 1  | ½  | ½  | ½  |  | 7  | 4  | 9  | 11½  | 7-8   |
| 8  | Романовский, Пётр          | СССР         | ½ | 0 | ½ | 0 | 1 | ½ | 0 |   | 1 | 0  | ½  | 0  | 0  | 1  | 1  | 1  | 1  | 1  | ½  | 1  | 1  |  | 9  | 6  | 5  | 11½  | 7-8   |
| 9  | Грюнфельд, Эрнст           | Австрия      | 0 | ½ | ½ | ½ | ½ | ½ | 1 | 0 |   | 1  | ½  | 0  | ½  | ½  | ½  | 1  | 1  | ½  | ½  | ½  | ½  |  | 4  | 3  | 13 | 10½  | 9-10  |
| 10 | Ильин-Женевский, Александр | СССР         | 0 | 0 | 1 | 1 | ½ | ½ | 0 | 1 | 0 |    | ½  | ½  | 1  | 0  | 0  | ½  | 1  | ½  | ½  | 1  | 1  |  | 7  | 6  | 7  | 10½  | 9-10  |
| 11 | Богатырчук, Фёдор          | СССР         | ½ | 0 | 0 | 0 | 1 | ½ | 0 | ½ | ½ | ½  |    | 1  | ½  | ½  | ½  | 1  | ½  | ½  | ½  | ½  | 1  |  | 4  | 4  | 12 | 10   | 11    |
| 12 | Рубинштейн, Акиба          | Польша       | ½ | 0 | ½ | 0 | ½ | 0 | ½ | 1 | 1 | ½  | 0  |    | 0  | 0  | 1  | 0  | 0  | 1  | 1  | 1  | 1  |  | 7  | 8  | 5  | 9½   | 12-14 |
| 13 | Шпильман, Рудольф          | Австрия      | 0 | 0 | ½ | 0 | ½ | 0 | 1 | 1 | ½ | 0  | ½  | 1  |    | 0  | 1  | ½  | ½  | ½  | 1  | 0  | 1  |  | 6  | 7  | 7  | 9½   | 12-14 |
| 14 | Верлинский, Борис          | СССР         | 0 | 0 | 1 | 0 | 0 | 0 | ½ | 0 | ½ | 1  | ½  | 1  | 1  |    | 1  | ½  | 0  | ½  | 1  | 1  | 0  |  | 7  | 8  | 5  | 9½   | 12-14 |
| 15 | Левенфиш, Григорий         | СССР         | 0 | 1 | ½ | 0 | 0 | ½ | ½ | 0 | ½ | 1  | ½  | 0  | 0  | 0  |    | 1  | 1  | ½  | ½  | 1  | ½  |  | 5  | 7  | 8  | 9    | 15    |
| 16 | Рабинович, Илья            | СССР         | 0 | ½ | ½ | 0 | ½ | 0 | 0 | 0 | 0 | ½  | 0  | 1  | ½  | ½  | 0  |    | 1  | 1  | ½  | 1  | 1  |  | 5  | 8  | 7  | 8½   | 16    |
| 17 | Ейтс, Фредерик             | Англия       | 0 | 0 | 0 | ½ | 1 | 0 | 0 | 0 | 0 | 0  | ½  | 1  | ½  | 1  | 0  | 0  |    | ½  | 1  | 0  | 1  |  | 5  | 11 | 4  | 7    | 17    |
| 18 | Готгильф, Соломон          | СССР         | 0 | ½ | 0 | ½ | 0 | ½ | 0 | 0 | ½ | ½  | ½  | 0  | ½  | ½  | ½  | 0  | ½  |    | 1  | 0  | ½  |  | 1  | 8  | 11 | 6½   | 18-19 |
| 19 | Земиш, Фридрих             | Германия     | 0 | ½ | 0 | 1 | 0 | ½ | ½ | ½ | ½ | ½  | ½  | 0  | 0  | 0  | ½  | ½  | 0  | 0  |    | 1  | 0  |  | 2  | 9  | 9  | 6½   | 18-19 |
| 20 | Дуз-Хотимирский, Фёдор     | СССР         | 0 | 0 | 0 | 0 | 0 | ½ | ½ | 0 | ½ | 0  | ½  | 0  | 1  | 0  | 0  | 0  | 1  | 1  | 0  |    | 1  |  | 4  | 12 | 4  | 6    | 20    |
| 21 | Зубарев, Николай           | СССР         | 0 | 0 | 0 | 0 | 0 | ½ | ½ | 0 | ½ | 0  | 0  | 0  | 0  | 1  | ½  | 0  | 0  | ½  | 1  | 0  |    |  | 2  | 13 | 5  | 4½   | 21    |